# Брико Фаволе (Кунео)
Брико Фаволе је насеље у Италији у округу Кунео, региону Пијемонт.
Према процени из 2011. у насељу је живело 950 становника. Насеље се налази на надморској висини од 298 м.